# Bagua (provincie)
| Bagua                          | Bagua                           |
| ------------------------------ | ------------------------------- |
| Râul Utcubamba, Amazonas, Peru |                                 |
| Harta provinciei               |                                 |
| Informații generale            |                                 |
| Țară                           | Peru                            |
| Regiune                        | Amazonas                        |
| Primar                         | Ferry Torres Huamán (2011-2014) |
| - Capitală                     | Bagua                           |
| - Suprafață totală             | 5745,72 km2                     |
| - Districte                    | 6                               |
| Populație                      |                                 |
| An recensământ                 | 2007                            |
| - Totală                       | 97 787                          |
| - Densitate                    | 17,02/km2                       |
| Fus orar                       | UTC-5                           |
| Modifică text                  |                                 |

Bagua este una dintre cele șapte provincii din regiunea Amazonas din Peru. Capitala este orașul Bagua. Se învecinează cu provinciile Condorcanqui, Utcubamba, Jaén și San Ignacio.

## Diviziune teritorială
Provincia este divizată în 6 districte (spaniolă: distritos, singular: distrito):
| (district) | Primar                    | Capitală |
| ---------- | ------------------------- | -------- |
| Aramango   | César Córdova Gonzáles    | Aramango |
| Bagua      | Luis Sacarias Nuñez Teran | Bagua    |
| Copallín   | Enilo Cruz Cruz           | Copallín |
| El Parco   | Absalón Cardozo Díaz      | El Parco |
| Imaza      | Sergio Suwikái Tatse      | Chiriaco |
| La Peca    | Alfonso Mendoza Lingán    | La Peca  |